# 人権擁護法案から人権を守る会
人権擁護法案から人権を守る会（じんけんようごほうあんからじんけんをまもるかい）は、日本の超党派の議員連盟。2005年4月26日に、民主党内で人権擁護法案に反対する議員で結成された。現在は自由民主党・立憲民主党の国会議員から構成される。

## 活動
櫻井よしこと屋山太郎を講師として第1回の勉強会が開催された。

## 所属議員

### 自由民主党
- 長島昭久
- 松下新平

### 立憲民主党
- 青木愛
- 菊田真紀子
- 小宮山泰子
- 下条みつ
- 野田佳彦
- 原口一博
- 牧義夫
- 松原仁
- 笠浩史
- 渡辺周

### 無所属
- 広田一

## 元メンバー
- 須藤浩
- 鈴木康友
- 米沢隆
- 岸本健
- 小林憲司
- 泉房穂
- 工藤堅太郎
- 中津川博郷
- 松崎公昭
- 三井辨雄
- 神風英男
- 中野譲
- 松崎哲久
- 奥村展三
- 広野允士
- 大江康弘
- 西村眞悟
- 吉田泉
- 森裕子